# Michael Floyd
Pour les articles homonymes, voir Floyd.
(en) Statistiques sur pro-football-reference
Michael Floyd, né le 27 novembre 1989 à Saint Paul dans l'État du Minnesota, est un joueur américain de football américain évoluant au poste de wide receiver dans l'équipe des Cardinals de l'Arizona depuis ses débuts professionnels en 2012. Après une brillante carrière universitaire au sein des Fighting Irish de Notre Dame, il est recruté au 1er tour de la Draft 2012 de la NFL par les Cardinals de l'Arizona, en 13e position.

## Carrière lycéenne
Michael Floyd effectue sa carrière lycéenne au sein des Raiders de Cretin-Derham Hall High School, un lycée catholique de Saint Paul dans le Minnesota, sa ville de naissance. Ses statistiques lui permettent de participer avec son équipe à la finale du championnat d'état avec un bilan de 13 victoires et 1 défaite. Il est également nommé Joueur de l'année en lycée dans le Minnesota par l'Associated Press à deux reprises en 2007 et 2008 et sélectionné par USA Today dans l'équipe-type lycéenne All-American pour l'année 2007 et participe au U.S. Army All-American Bowl, match de gala regroupant chaque année en janvier les 90 meilleurs joueurs des lycées américains à San Antonio, Texas.
Considéré comme une star lycéenne de premier plan, il est listé par le site Rivals.com comme le 6e meilleur wide receiver, et reçoit de nombreuses offres d'universités, telles celles du Michigan, de Miami (FL), de Ohio State, de Floride. Il les décline au profit de l'Université de Notre Dame, prestigieuse institution catholique de l'Indiana, dont l'équipe de football américain, les Fighting Irish est considéré historiquement comme la plus célèbre en football universitaire.

## Carrière universitaire
Ses débuts universitaires sont à la hauteur des espérances suscitées. Durant sa première saison, il participe à 11 des 13 matchs et établit de nouveaux records au sein de son équipe en tant que rookie (débutant) avec 7 touchdowns, 48 réceptions et 719 yards.
Sa seconde année est ensuite handicapée par une fracture de la clavicule qui le prive de la moitié des matchs malgré des statistiques prometteuses.
C'est véritablement au cours de sa troisième année lors de la saison 2010 qu'il confirme son talent avec des statistiques qui le font entrer dans le palmarès des meilleurs receveurs de l'Université. Il remporte cette année-là, à El Paso, au Texas, le Sun Bowl avec les Fighting Irish contre les Hurricanes de Miami 33 à 17.
Cependant, sa dernière saison débute mal. Après avoir été arrêté pour conduite en état d'ivresse en mars 2011, il est suspendu de l'équipe pour une durée indéterminée; Il est cependant réintégré en août avant le début de la saison 2011 et reprend l'entraînement à temps, ce qui lui permet de jouer tous les matchs de la saison. L'entraîneur Brian Kelly ne lui fait cependant plus confiance en tant que capitaine et le brassard est confié à un 3e année.
C'est toutefois durant cette saison pourtant mal entamée que Michel Floyd bat tous les records au sein de son équipe. Il devient le meilleur receveur de l'histoire des Fighting Irish en établissant de nouveaux records au sein de l'Université : 100 réceptions en une saison (dépassant ainsi son ancien coéquipier Golden Tate avec 93 réceptions en 2009)  et un total en carrière de 271 réceptions, 3689 yards, 37 touchdowns et 16 matchs à plus de 100 yards.
Ces statistiques exceptionnelles et une saison de l'équipe avec un bilan positif de 8 victoires et 5 défaites à nouveau, lui permettent de participer au Champs Sports Bowl, son dernier match universitaire, perdu face aux Seminoles de Florida State 14 à 18.

## Carrière professionnelle

### Saison 2012
Il est recruté au premier tour de la Draft 2012 par les Cardinals de l'Arizona à la 13e position au total. Les Cardinals se dotent ainsi d'un jeune espoir universitaire au poste de receveur pour seconder Larry Fitzgerald qui a pour rôle de servir de mentor à Michael Floyd.
Il commence la saison 2012 comme remplaçant et gagne progressivement du temps de jeu et devient une cible de plus en plus recherchée. Il effectue sa première réception de 8 yards lors d'une victoire contre les Eagles de Philadelphie. Il finit la saison avec 45 réceptions, 562 yards et 2 touchdowns.